# Filipijnen op de Olympische Winterspelen 2018
De Filipijnen was een van de deelnemende landen aan de Olympische Winterspelen 2018 in Pyeongchang, Zuid-Korea.
Bij de vijfde deelname van het land aan de Winterspelen werd voor de derde keer deelgenomen in het alpineskiën en voor de tweede keer in het kunstschaatsen. Van de twee deelnemers nam Michael Christian Martinez  voor de tweede keer deel. Debutant Asa Miller was de vlaggendrager bij de openings- en sluitingsceremonie.

## Deelnemers en resultaten
(m) = mannen 

### Alpineskiën
| Olympiër   | Onderdeel        | Resultaat | Prestatie                                                            |
| ---------- | ---------------- | --------- | -------------------------------------------------------------------- |
| Asa Miller | reuzenslalom (m) | 70e       | 1e run: 1.27,52 (81e) 2e run: 1.22,43 (68e) totaal: 2.49,95 (+31,91) |

### Kunstrijden
| Olympiër (deelname)            | Onderdeel | Resultaat | Prestatie                |
| ------------------------------ | --------- | --------- | ------------------------ |
| Michael Christian Martinez (2) | mannen    | 28e       | 55.56 (korte kür: 55.56) |